# پردیس سینمایی شیراز مال
پردیس سینمایی شیراز مال یک پردیس سینمایی در شهر شیراز، ایران است.
این سینما که در سال ۱۴۰۰ تأسیس شده متعلق به گروه سینمایی هنر شهر آفتاب بوده و دارای چهار سالن نمایش می‌باشد.